# Frühlings Erwachen
Frühlings Erwachen (Untertitel „Eine Kindertragödie“) ist ein 1891 erschienenes gesellschaftskritisch-satirisches Drama von Frank Wedekind. Das Stück erzählt die Geschichte mehrerer Jugendlicher, die im Zuge ihrer Pubertät und der damit verbundenen sexuellen Neugier mit den Problemen psychischer Instabilität und gesellschaftlicher Intoleranz der Erwachsenen konfrontiert sind. Die Uraufführung fand erst am 20. November 1906 an den Berliner Kammerspielen unter der Regie von Max Reinhardt und – ungenannt – von Hermann Bahr statt.

## Wichtige Figuren
- Melchior Gabor ist ein intelligenter und vor allem sexuell aufgeklärter Gymnasiast mit einer liberalen Mutter, doch gerade sein fortschrittliches Denken bereitet ihm später große Probleme.
- Der fünfzehnjährige Moritz Stiefel ist einer der schlechtesten Schüler seiner Klasse. Seinem einzigen wirklichen Freund, Melchior Gabor, vertraut Moritz ein – neben den Schulleistungen – weiteres Problem an: die ersten „männlichen Regungen“.
- Wendla Bergmann ist ein wissbegieriges vierzehnjähriges Mädchen mit einer konservativ-bürgerlichen Mutter. Sie zeigt ähnlich wie Moritz Neugierde, wurde aber nie aufgeklärt, was ihr später zum Verhängnis wird.
- Der vermummte Herr (und analog dazu Ilse, das Malermodell) ist eine Figur, die für das Leben steht und der das Werk gewidmet ist. Er ist Melchior, wie er selbst sagt, „unbekannt“, da sich Melchior noch am Anfang seines Lebens befindet und erst wenige Erfahrungen gesammelt hat. Er taucht in der letzten Szene der Tragödie auf und bewegt Melchior dazu, sich dem Leben erneut zuzuwenden. Analog dazu fungiert die Figur der Ilse, die im 2. Akt (7. Szene) Moritz zum Leben/Spielen verführen will – hier jedoch ohne Erfolg.

## Inhalt

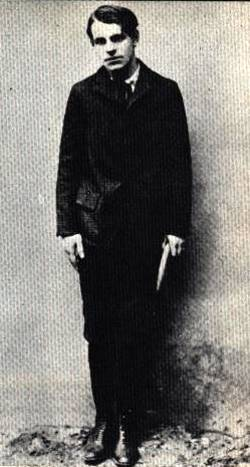
Alexander Moissi als Moritz Stiefel in der Uraufführung (1906)

### 1. Akt
Wendla Bergmann und ihre Mutter sind unterschiedlicher Auffassung über die Wahl des richtigen Kleides. Die Mutter will, dass ihre Tochter ein neues züchtigeres Kleid anzieht, das sie gerade genäht hat. Wendla dagegen hätte lieber weiterhin das alte, kürzere Kleidchen.
Die Grundproblematik hierbei liegt darin, dass Wendla kein Bewusstsein in Hinblick auf ihre aufkommende Weiblichkeit besitzt und ihre Mutter aufgrund der gesellschaftlichen Konventionen und Sozialisation nicht in der Lage ist, darüber offen zu sprechen.
In der nächsten Szene reden Melchior Gabor und sein Freund Moritz Stiefel über ihre Zukunft, Erziehung und Sexualität. Dabei stellt sich Moritz als nicht sexuell aufgeklärt heraus. Anfangs will Melchior ihn mündlich aufklären, doch Moritz ist dies unangenehm. Schließlich einigen sich beide darauf, dass Melchior für Moritz schriftliche und bildliche Erläuterungen über die Fortpflanzung anfertigt und sie diesem am nächsten Tag unbemerkt zukommen lässt, sodass Moritz sie später in aller Ruhe lesen kann.
Wendla und ihre Mitschülerinnen Thea und Martha unterhalten sich über die Jungen aus Melchiors Klasse. Martha sagt, dass sie des Öfteren von ihren Eltern geschlagen wird, was bei Wendla Unverständnis und Neugierde weckt. Anschließend sprechen sie über die Möglichkeit, Kinder zu bekommen.
Vor dem Gymnasium dreht sich das Gespräch der Schüler vor allem um Moritz, der versetzungsgefährdet ist. Als dieser erscheint, berichtet er aufgeregt, dass er sich heimlich ins Konferenzzimmer geschlichen und den Unterlagen entnommen habe, dass er doch noch versetzt wird.
In der fünften und letzten Szene begegnen sich Melchior und Wendla zufällig im Wald, wo Wendla für ihre Mutter Waldmeister gesammelt hat. Sie setzen sich unter eine Eiche und unterhalten sich. Im Laufe des Gespräches fordert Wendla Melchior auf, sie zu schlagen, da sie dies bisher nur vom Erzählen her kannte und es selbst erleben will. Auf Wendlas masochistisches Flehen schlägt Melchior sie nach anfänglicher Weigerung erst zögerlich, dann immer heftiger. Er ist selbst erschüttert über sein sadistisches Verhalten und flieht.

### 2. Akt
Am Abend treffen sich Melchior und Moritz in Melchiors Zimmer. Moritz klagt über den Schuldruck, der schwer auf ihm laste, und erzählt, dass er häufig an das Märchen von der „Königin ohne Kopf“ denken müsse. Als Melchiors Mutter ihnen Tee bringt, äußert sie zwar ihre Bedenken darüber, dass die beiden Goethes Faust lesen, überlässt Melchior aber die Wahl seiner Bücher und zeigt damit ihre Erziehung zur Selbstverantwortung, ihr Vertrauen in seine Urteilsfähigkeit und Toleranz gegenüber ihrem Sohn.
Unterdessen drängt Wendla, deren Schwester soeben ein Kind bekommen hat, ihre Mutter nachdrücklich dazu, sie aufzuklären. Diese gerät allerdings in Erklärungsnot, da der Anstand ihr gebietet, nicht über Sexualität zu reden. Wendla erfährt nur, dass Heirat und große Liebe erforderlich seien, um Kinder zu bekommen.

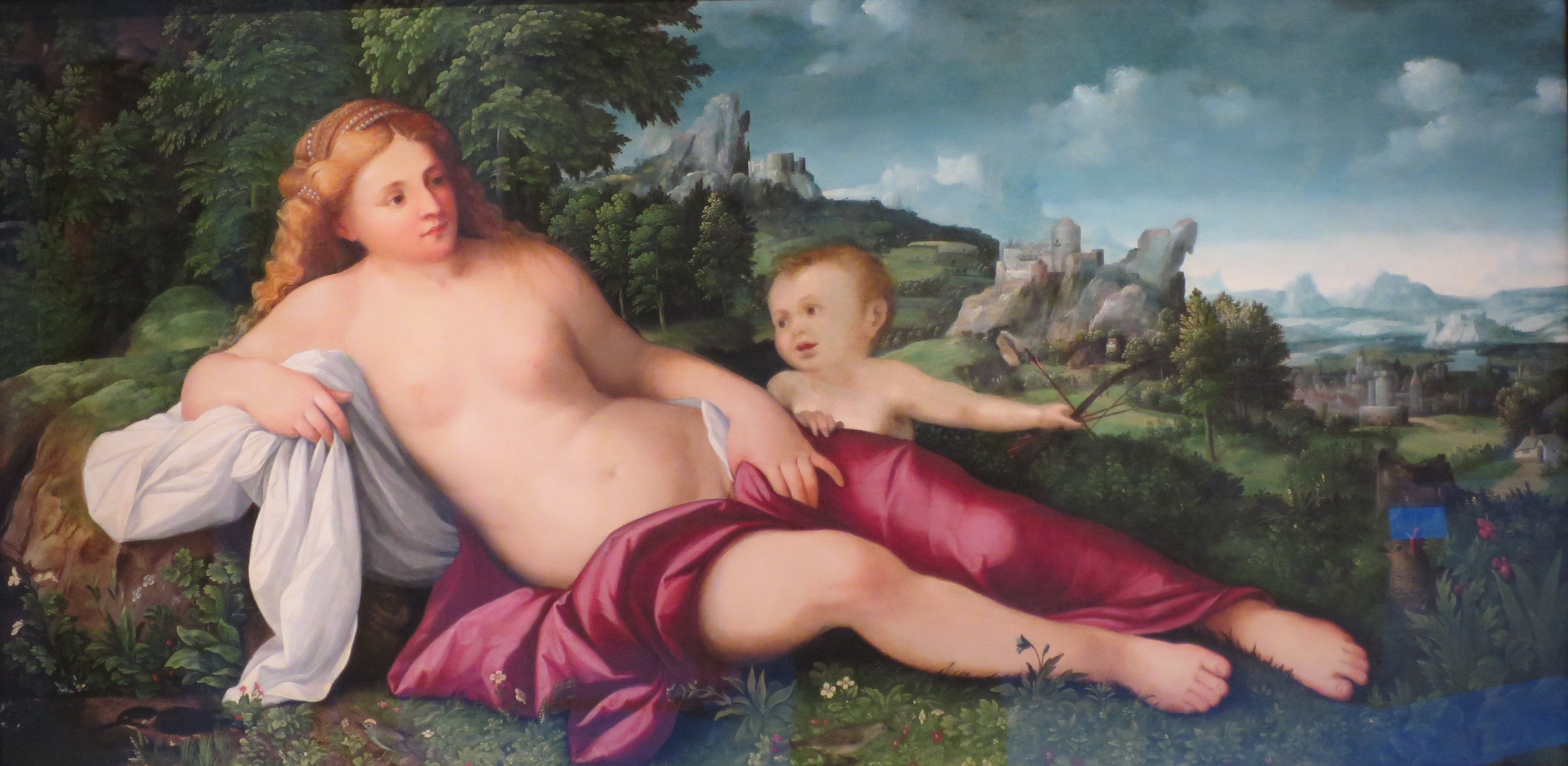
Venus und Cupid
von Palma il Vecchio

Hänschen Rilow, einer von Melchiors unverklemmteren Mitschülern, betrachtet auf der Toilette die Reproduktion eines nackten Kunstwerks (Venus von Palma il Vecchio, siehe rechts), während er sich selbst befriedigt, ausschweifende Phantasien schildert und das Bild anschließend in die Kloake fallen lässt.
Wendla trifft Melchior auf einem Heuboden an, wo er sie vergewaltigt.
Melchiors Mutter beantwortet einen Brief von Moritz, der um Geld zur Flucht nach Amerika bittet. Sie antwortet förmlich, sie könne und wolle die Summe nicht aufbringen, äußert Befremden über Moritz’ suizidale Anspielungen und spricht ihm schriftlich Mut zu, statt die Situation ernst zu nehmen und ein Gespräch zu suchen.
Nach Erhalt dieses Antwortschreibens ist Moritz entschlossen, seine Andeutungen in die Tat umzusetzen. In Todeserwartung durchstreift er das Gebüsch nahe einem Fluss, wobei er sein Leben Revue passieren lässt und sich schämt, Mensch gewesen zu sein, ohne das „Menschlichste“ – die körperliche Liebe – erfahren zu haben. Er wird von Ilse, einem jungen Modell, überrascht. Sie erzählt von ihren eigentümlichen Erlebnissen als Bohémienne in der Künstlerwelt und lädt Moritz ein mitzukommen. Moritz widersteht jedoch der verlockenden Aussicht und zieht sich ins Ufergebüsch zurück, wo er den Brief von Melchiors Mutter verbrennt und sich dann erschießt.

### 3. Akt
In einer Konferenz erläutert der Rektor vor den Professoren die durch Moritz’ Selbstmord hervorgerufene heikle Lage für das Gymnasium. Seine größte Sorge dabei ist, dass die Selbsttötung Nachahmer findet, nicht jedoch aus Mitgefühl mit etwaigen Opfern, sondern aus Angst davor, von der Gesellschaft dafür verantwortlich gemacht zu werden. Die versammelte Lehrerschaft zeigt dabei ihre Unfähigkeit oder Unwilligkeit sich mit der traurigen Lage und deren Ursachen auseinanderzusetzen; das Thema wird tragisch-komisch mit der banalen Frage vermischt, ob zum Zwecke der besseren Belüftung des Lehrerzimmers ein Fenster geöffnet werden soll oder nicht. Wedekind gab den Lehrern Namen wie „Knochenbruch“ und „Affenschmalz“, um ihre Lächerlichkeit deutlich zu machen.
Melchior wird schließlich gerufen und aufgrund seiner für Moritz angefertigten kommentierten Illustrationen beschuldigt, für den Tod seines Klassenkameraden verantwortlich zu sein. Er erhält keine faire Gelegenheit zur Verteidigung, darf nur mit „ja“ oder „nein“ antworten und wird abgeurteilt wie ein Schwerverbrecher.
Moritz wird in Anwesenheit von Verwandten, Lehrern und Schülern durch den Pastor in strömendem Regen auf dem Friedhof beigesetzt. Der Tote wird aufgrund der Umstände seines Ablebens von den Erwachsenen verachtet; sein Vater betont sogar unter Tränen, Moritz sei nicht sein Sohn gewesen. Die Schüler stellen makabre Spekulationen über die Todesumstände an, bevor sie sich wieder ihren Schularbeiten zuwenden. Schließlich stehen noch Martha und Ilse, die den toten Moritz aufgefunden hatte, vor dem Grab und nehmen Abschied. Martha bittet Ilse um die aufgefundene Pistole, jedoch will Ilse diese als Erinnerungsstück behalten.
Melchiors Rolle beim Tod seines Freundes führt bei seinen Eltern zum Streit. Während der Vater die liberalen Erziehungsmaßnahmen seiner Frau als Ursache sieht und über eine tiefgreifende Umformung von Melchior nachdenkt, stellt sich diese schützend vor ihren Sohn. Der Vater konfrontiert sie mit einem Brief des Sohnes an Wendla, den deren Mutter abgefangen hat. In dem Brief bringt Melchior Reue für seine sexuellen Handlungen mit Wendla zum Ausdruck und erbringt damit selbst den Beweis für seine „moralische Verfehlung“. Melchiors Mutter erkennt seine Schrift, ist erschüttert und ändert daraufhin ihre Meinung. Als der Vater außerdem noch davon berichtet, dass Melchior seinen Onkel um Geld gebeten habe, um sich nach England abzusetzen, beschließen beide Elternteile einvernehmlich, Melchior in eine Korrektionsanstalt zu schicken und somit von der freieren Erziehung abzuweichen.
In der Korrektionsanstalt, unter anderen Jungen, die nach langer Gefangenschaft stumpfsinnig geworden sind und nur mehr an Beschäftigungen wie Gruppenmasturbation und Raufen Gefallen finden, setzt sich Melchior mit seiner Schuld gegenüber Wendla auseinander und schmiedet Fluchtpläne.
Wendla fühlt sich krank und liegt im Bett, der hinzugezogene Arzt bleibt ihr gegenüber diskret. Wendlas Mutter redet ihr zunächst ein, sie habe Bleichsucht, erklärt ihr aber schließlich den wahren Grund für ihr seltsames Befinden: eine Schwangerschaft. Gegen Wendlas Vorwurf, man habe ihr nicht die volle Wahrheit gesagt, verteidigt die Mutter sich damit, dass sie nach dem Vorbild ihrer eigenen Mutter gehandelt habe. Um eine uneheliche Mutterschaft abzuwenden, veranlasst Wendlas Mutter eine medikamentöse Abtreibung, an der Wendla stirbt.
In der vorletzten Szene liegen die beiden Schüler Hänschen Rilow und Ernst Röbel miteinander im Gras und genießen den romantischen Abend in vollen Zügen, während sie sich gelassen Gedanken über ihre Zukunft machen. Sie zeigen dabei homosexuelle Neigungen, küssen sich und gestehen einander ihre Liebe.
Melchior ist aus der Korrektionsanstalt geflohen und auf den Friedhof geflüchtet. Beim Anblick von Wendlas Grab befallen ihn Schuldgefühle und Suizidgedanken. Als er sich von diesem traurigen Ort entfernen will, erscheint ihm der tote Moritz, der seinen eigenen Kopf unter dem Arm hält. Moritz rühmt die über alles Irdische erhabene Unbeschwertheit der Toten und will Melchior auf diese Weise überreden, ihm ins Grab zu folgen. Doch bevor Melchior sich dazu bereit erklären kann, taucht ein „vermummter Herr“ auf, der ihn von seinen Suizidgedanken abbringt. Der Herr, der seine Identität nicht preisgeben will, entlarvt Moritz als Schwindler, der sich lediglich davor fürchte, allein in seine einsame Totenwelt zurückzukehren. Melchior entscheidet sich schließlich, weiterzuleben. Er dankt Moritz für ihre gemeinsame Zeit, verspricht ihm, ihn niemals zu vergessen, und vertraut seine Zukunft dem „Vermummten“ an.

## Entstehung

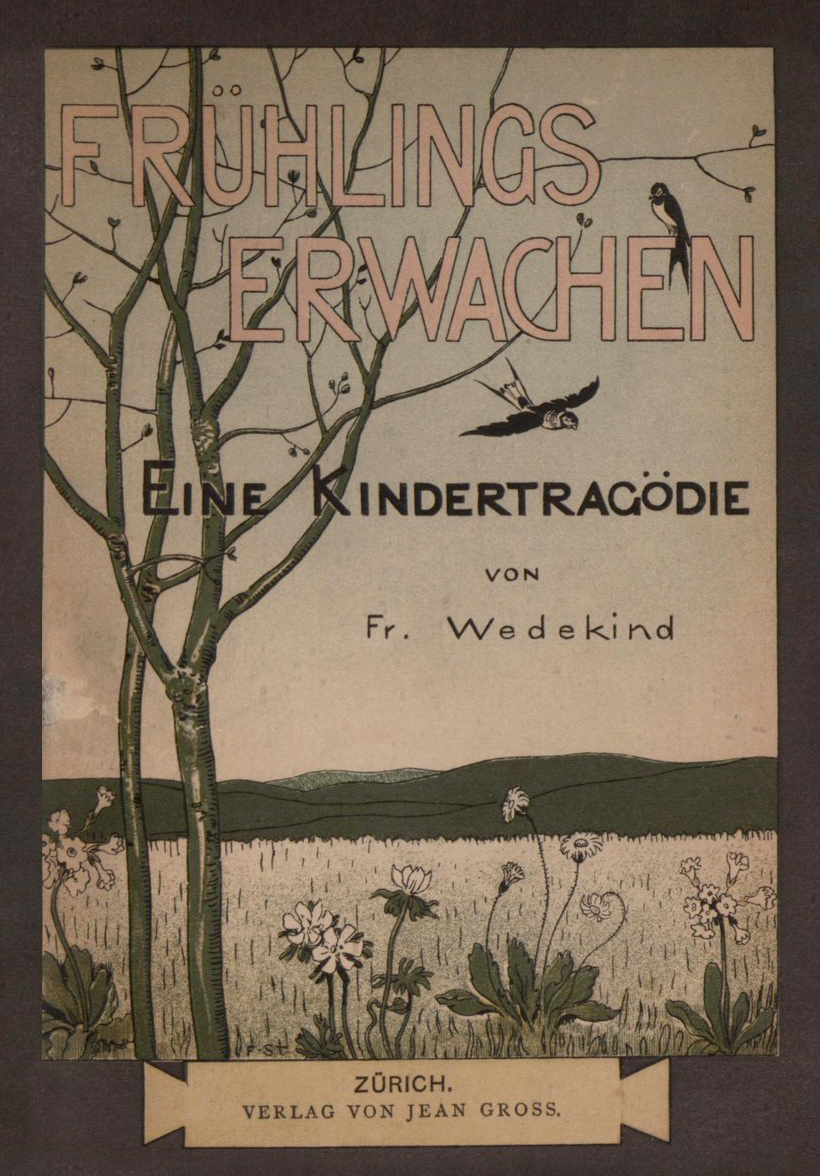
Einband der Originalausgabe von 1891

Während Wedekind einen ersten Entwurf in Zürich verfasst hatte, schrieb er das Drama zwischen Oktober 1890 und April 1891 in München. Das Stück ist von eigenen Erlebnissen des Autors und seiner Mitschüler inspiriert. Als Vorbild für Moritz Stiefel dienten ihm zwei Mitschüler, Frank Oberlin und Moritz Dürr, die 1883 bzw. 1885 Suizid begangen hatten. Dürr hatte dem Schriftsteller von seinem Vorhaben zu sterben berichtet, woraufhin Wedekind ihm versprach, ein Drama über ihn zu schreiben.
Nachdem ein Münchner Verlag die Publikation des Stücks aus Angst vor rechtlichen Problemen abgelehnt hatte, brachte es Wedekind im Oktober 1891 auf eigene Kosten beim Verlag Jean Groß in Zürich heraus. Frühlings Erwachen war dadurch sein erstes gedrucktes Buch. Das Titelbild der Erstausgabe gestaltete Franz von Stuck nach Angaben Wedekinds: es zeigt eine Frühlingslandschaft.

## Wirkungsgeschichte
Frank Wedekind kritisiert in seinem Werk die im Wilhelminischen Kaiserreich vorherrschende bürgerliche Sexualmoral, insbesondere den aus der Tabuisierung resultierenden Druck auf Menschen, an dem vor allem die jungen Geschöpfe zerbrechen. Dabei macht er häufig ausgeklügelten Gebrauch von Stilfiguren und grotesk überzogenen Charakteren, die dem Werk humoristische Züge verleihen. Oft werden jedoch diese hyperbolischen Facetten des Stückes nicht wahrgenommen.
Einst aufgrund seiner angeblichen Obszönität verboten oder zensiert, ist Frühlings Erwachen heute Teil der ZEIT-Schülerbibliothek und in deutschen, österreichischen und schweizerischen Bundesländern eine verbreitete Schullektüre.
1923 wurde das Drama erstmals verfilmt.
2007 kam die Oper des belgischen Komponisten Benoît Mernier am Théatre Royal de la Monnaie in Brüssel zur Uraufführung.
Als Musical-Fassung erhielt das Stück unter dem Titel Spring Awakening im selben Jahre in acht Kategorien den Tony Award für die Aufführung am Broadway.
2009 verfilmte Nuran David Çalış das Drama in einer zeitgemäßen Adaption für das ZDF.
Im selben Jahr wurde gegen einen an der Zürcher Kantonsschule Rämibühl unterrichtenden Deutschlehrer ein amtlicher Prozess eingeleitet. Die Mutter einer Schülerin beschuldigte ihn der Pädophilie und der Weitergabe pornographischen Materials an Minderjährige, da er im Unterricht Jeffrey Eugenides’ Roman Die Selbstmord-Schwestern und Wedekinds Frühlings Erwachen behandelte. Der Prozess zog sich über mehrere Jahre hin, bis der Lehrer 2012 von den ursprünglichen Anklagepunkten freigesprochen wurde. Der Fall wurde weithin als Justizskandal wahrgenommen. Eine Aufarbeitung der Geschehnisse fand im April 2013 durch die Theatergruppe der Kantonsschule Rämibühl statt. In ihrem Ensemble-Projekt Ich hätte nicht übel Lust kontrastierten sie den Text Wedekinds mit eigenen Texten und Meinungen zum Thema Sexualität in der Gegenwart. Auch der Prozess gegen den Lehrer wurde darin thematisiert. Die Produktion erhielt ein großes Medienecho, die die Diskussion erneut entfachte und von vielen Seiten Solidarität mit dem traumatisierten Lehrer auslöste.
2018 spielte in den USA die Theatergruppe der Marjorie-Stoneman-Douglas-Highschool in Florida, an der sich ein Schulmassaker ereignet hatte, eine Musical-Version von Wedekinds Stück mit dem Titel Spring Awakening. Im Fernsehen trat die Theatergruppe für ihre erschossenen Mitschüler und gegen das US-Waffenrecht und die National Rifle Association auf.